# Eduard Fischer (Jesuit)

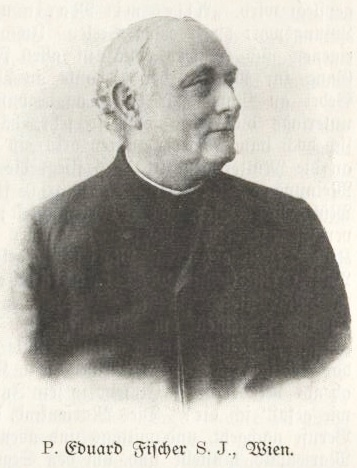
Eduard Fischer

Eduard Fischer (* 20. März 1846 in Jechnitz; † 27. Dezember 1933 in Wien) war ein österreichischer Jesuitenpater, überregional bekannt als Volksmissionar, religiöser Schriftsteller und Publizist.

## Leben
Eduard Fischer wurde 1846 als Sohn des bürgerlichen Webers Anton Fischer und dessen Ehefrau Theresia geb. Loos in Jechnitz geboren. Im Jahre 1864 trat er in den Jesuitenorden ein. Er war zunächst als Erzieher in Linz-Freinberg, Mariaschein und Kalksburg tätig, anschließend wirkte er als Volksmissionar. Daneben war Pater Eduard Fischer für die Organisation der Seelsorge an der neu erbauten Canisiuskirche in Wien zuständig. Von 1899 bis 1920 war er Herausgeber des Canisiuskalenders. 

## Werke
- Freinberg einst und jetzt, 1899.
- Marienkrone, 8. Auflage 1900.
- Canisiusgebetbuch, 5. Auflage, 1903.
- Die Canisiuskirche in Bildern, 1906.
- Eucharistischer Kongreß in Wien, 1913.